# 长叶芽胞耳蕨
长叶芽胞耳蕨（学名：Polystichum attenuatum var. subattenuatum）为鳞毛蕨科耳蕨属下的一个变种。与原变种的区别在于叶片较长，呈狭长椭圆披针形，羽片较短阔，急尖头，近中部的羽片最长，通常基部的羽片明显较短，不常见。

## 扩展阅读
- 維基物種上的相關：长叶芽胞耳蕨